# Þrándarjökull
Le Þrándarjökull est une calotte glaciaire d'Islande située dans l'est du pays, au nord-est de celle du Vatnajökull. Il couvre une superficie de 22 km2.